# Cyclura rileyi ssp. cristata
Cyclura rileyi ssp. cristata је гмизавац из реда Squamata и фамилије Iguanidae. 

## Угроженост
Ова врста је крајње угрожена и у великој опасности од изумирања.

## Распрострањење
Врста је присутна на Бахамским острвима.

## Начин живота
Врста Cyclura rileyi ssp. cristata прави гнезда. 